# قلعه جغدها (رمان)

روی جلد چاپ اول

قلعه جغدها (به ژاپنی: 梟の城 Fukurō no Shiro) رمان و فیلمی است با مضمون نینجا - در سال ۱۹۵۹ این رمان توسط شیبا ریوتارو برای اولین بار به چاپ رسید و در سال ۱۹۶۰ پس از اینکه داستان توسط شرکت انتشاراتی کودانشا منتشر شد، برنده جایزه نائوکی شد. از روی این رمان دو فیلم جیدایگکی ساخته شده است - قلعه جغدها در سال ۱۹۶۳ و قلعه جغدها (فیلم ۱۹۹۹) در سال ۱۹۹۹.